# Operatie Michael
Operatie Michael was een enorm Duits offensief, dat begon op 21 maart 1918, als onderdeel van de Kaiserschlacht of Lenteoffensief in de Eerste Wereldoorlog. Het offensief werd gelanceerd vanuit de Hindenburglinie. Het doel was door te stoten naar zee en het Britse front oprollen, zoals Hindenburg zei. Twee dagen later veranderde Ludendorff echter het plan: het 17e leger zou naar het Kanaal doorstoten, het 2e leger naar Amiens en het 18e leger zwenkte richting Parijs. Het offensief eindigde bij Villers-Bretonneux, ten oosten van het bedreigde geallieerde communicatiecentrum te Amiens. De Duitsers zagen hun opmars gestuit en slaagden er niet meer in hun troepen voldoende te bevoorraden.
Een groot deel van het strijdtoneel werd gevormd door de woestenij die de Duitsers achterlieten in 1917, toen ze zich naar de schijnbaar "onneembare" Hindenburglinie of Siegfriedlinie terugtrokken. Ook werd er terug gevochten bij het oude slagveld van de Somme. Daarom noemen vele Britten het de First Battle of the Somme, 1918 , terwijl de Fransen vaak de 2ème Bataille de Picardie vermelden. De mislukking van dit offensief betekende voor Duitsland het begin van het einde. De aankomst van grote aantallen Amerikanen kon de slachtoffers van de Entente vervangen, terwijl de Duitse gevallenen onvervangbaar waren. Operatie Michael haalde de doelstellingen niet en de terreinwinst werd tenietgedaan door het geallieerde Honderddagenoffensief.

## Achtergrond en bedoeling
In 1917 was de situatie voor Duitsland nijpender en nijpender geworden. De poging om de geallieerden met de duikbotenoorlog te verslaan had uiteindelijk een oorlogsverklaring van de machtige Verenigde Staten opgeleverd, de Centrale bondgenoten presteerden weinig of helemaal niets zonder Duitse hulp, en het westfront zat nog steeds muurvast. De Duitse economie en voedselsituatie ging gebukt onder de Britse blokkade. De Russische Revolutie bleek een meevaller: Rusland had het Verdrag van Brest-Litovsk moeten tekenen en was uit de oorlog. De Duitsers konden nu troepen van het oostfront vrijmaken voor een grote aanval in het Westen, ze waren nu in de meerderheid. Generaal Erich Ludendorff wilde met een combinatie van aanvallen een wig tussen de Fransen en de Britten drijven (Operatie Michael), een offensief in de Champagnestreek tegen de Fransen (operatie Blücher), een afleidingsoffenief in Vlaanderen (operatie Georgette). Dit zou de Franse ineenstorting brengen en de Amerikanen doen afzien van verdere hulp aan de geallieerden. Aldus Ludendorff. Hoewel de geallieerden zich terdege bewust waren dat de Duitsers gingen aanvallen, hadden ze zich van de omvang van het offensief geen voorstelling kunnen maken.
Op een conferentie in de Kanaalstad Boulogne (1917) had de Britse premier Lloyd George met de Fransen afgesproken dat de BEF (het Britse Expeditieleger in Frankrijk) een deel van de frontlinie extra onder haar bescherming zou nemen, tegen militair advies in. Tijdens de winter van 1917-1918 begon men aldaar aan de bouw van verdedigende posities. De BEF was overigens gereorganiseerd door een gebrek aan infanterie; divisies werden teruggebracht van 12 naar 9 bataljons. Er werd beslist dat de beroepsdivisies en de eerste lijn territoriale bataljons moesten worden bewaard, in plaats van de New Army divisies en de tweede lijn territoriale bataljons. Tweedelijns territorials en New Army bataljons ondergingen de meeste veranderingen: in sommige gevallen ontbond men de helft van de bataljons in een divisie.

## Duitse tactiek
Het Duitse leger had een aanpak die aan het oostfront geslaagd was, in het bijzonder bij de Slag om Riga. De infanterieaanval zou worden voorafgegaan door een intens spervuur, niet enkel geconcentreerd op de Britse infanterie in zijn vooruitgeschoven posten, maar grotendeels op de machinegeweerposten, de artillerie, de hoofdkwartieren, spoorwegen, communicatiecentra en telefoon en telegraafkabels: het was een zeer intens spervuur, ontworpen om het de Britten onmogelijk te maken georganiseerd te reageren - maar het duurde slechts een paar uren wanneer de Duitse stormtroepen in actie kwamen, waardoor wel het verrassingseffect bleef. Toen de Duitse infanterie zou aanvallen, zouden ze werken in kleine groepjes om in de Britse linies te infiltreren, en ze moesten zich geen zorgen maken over de grote weerstandsnesten. De infanterie zou dat werk opknappen. Voor de Britten, niet gewend aan het defensieve oorlog voeren, zou dit tot chaos en onzekerheid leiden.
De Britse inlichtingendienst wist al vanaf november 1917 dat er een aanval zou plaatsvinden, maar over de plaats, tijd en datum was niets bekend. Ondanks de (meestal correcte) informatie van Duitse deserteurs, geloofde men deze niet en liet men de waardevolle informatie voor wat het was.

## Het slagveld

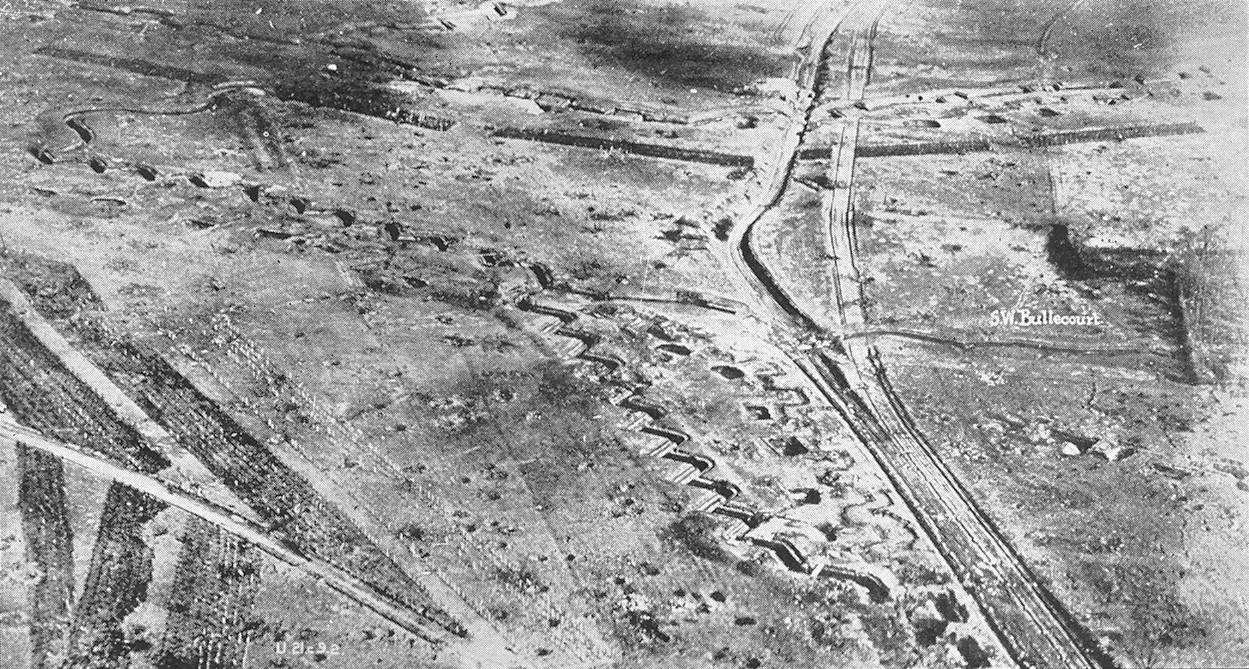
Luchtfoto van de Hindenburglinie of Siegfriedlinie ter hoogte van Bullecourt (1920). Links de brede rijen prikkeldraadversperringen. In het midden van de foto de gekartelde loopgraven en de daarachter liggende verbindingsloopgraven.

Operatie Michael betrof een enorme aanval langs het gehele front tussen de rivier de Oise en de rivier de Senseé. Dit gebied is algemeen bekend als de "Somme"-sector, hoewel het geografisch in het Cambrésis en het Santerreplateau lag. Het gehele gebied tussen Albert en Bapaume was in het voorjaar van 1917 verwoest door de Duitsers toen ze zich uit dat gebied terugtrokken. Dit gebied was overigens ook het toneel voor de Slag aan de Somme in 1916. Dus, in tegenstelling tot het gebied tussen Amiens en Albert, was dit eigenlijk een grote verwoeste ruimte. De enige belangrijke geografische barrières waren de rivier de Somme ten zuiden van Péronne en het Canal du Nord ten noorden daarvan.
In dit gebied lag de, eerder genoemde, "onneembare" Hindenburglinie.

## Het verloop

### Slag om Saint-Quentin, 21-23 maart

#### 21 maart, bombardement en eerste aanvallen

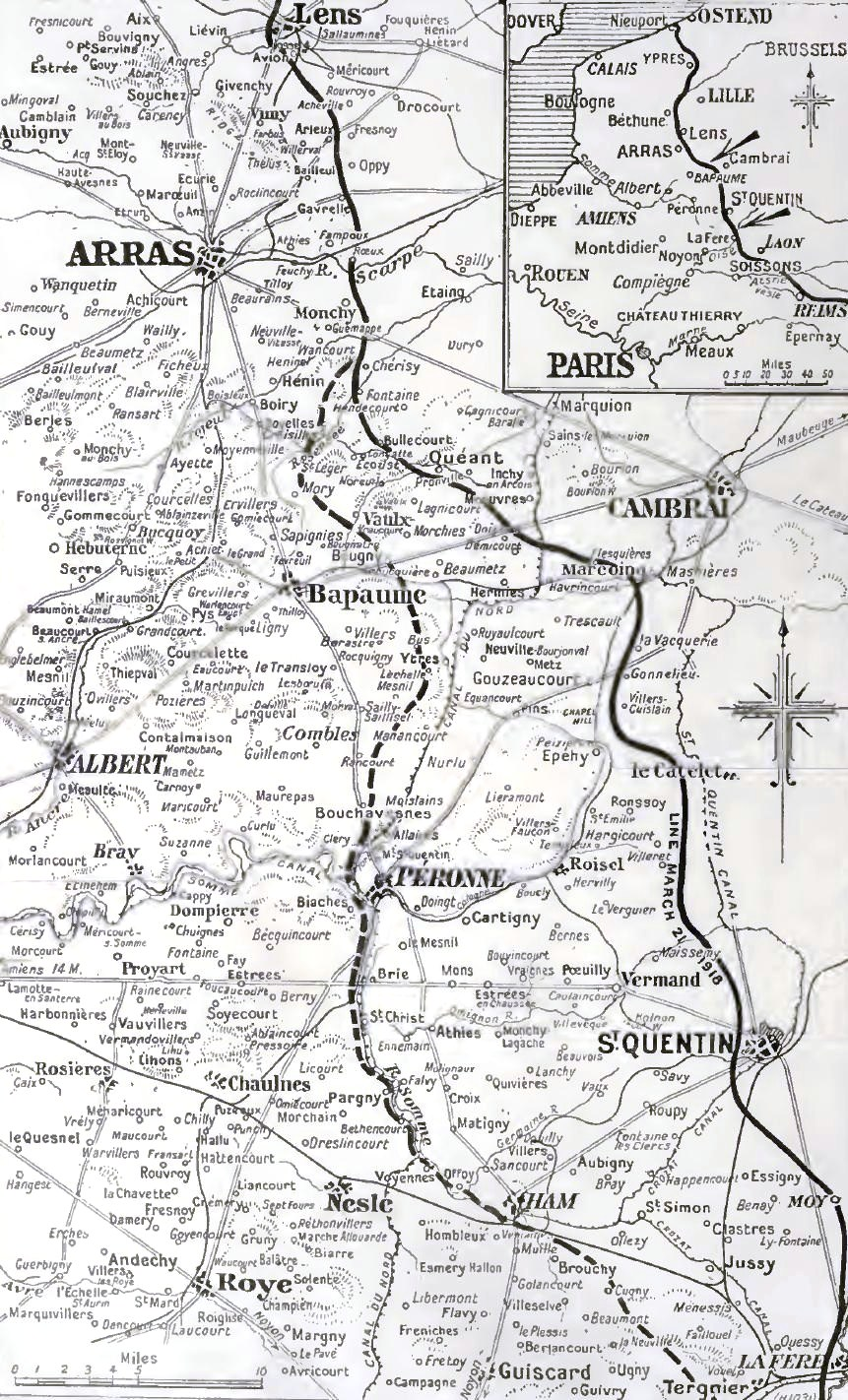
Duitse voortgang, 21-23 maart

Het artilleriebombardement begon om 4.40 uur met een intensief Duits spervuur ten zuidwesten van de stad Saint-Quentin met een diepte van 4 tot 6 kilometer. Om 4.40 uur startte ook het zware Duitse spervuur over de hele frontlinie. Loopgraafmortieren, mosterdgas, chloorgas, traangas en rookbommen werden geconcentreerd op de voorste linies, terwijl de zware artillerie en houwitsers de achterliggende gebieden bestookte om de geallieerde artillerie en de geallieerde aanvoerlijnen te vernietigen. Toen de infanterie in actie kwam om 9.40 uur, had deze wisselend succes. Het 17e en het 2e Duitse leger waren niet in staat om de hoofdverdedigingslinie te bereiken op de eerste dag, maar het Duitse 18e leger, onder leiding van generaal Oskar von Hutier, haalde wel de doelstellingen. Om 5.00 uur was het zicht enorm slecht (tot 10 m ver) op sommige plaatsen, de mist verdween overigens zeer traag. De rook van het bombardement verslechterde het zicht nog gedurende de hele dag, zodat de Duitse stormtroepen ongemerkt in de Britse linies konden infiltreren. De voorste gevechtszone viel snel doordat deze linie onmogelijk kon communiceren; door het intensieve bombardement waren vele telefoon- en telegraafkabels doorgesneden. Daardoor konden de Britse hoofdkwartieren nauwelijks invloed uitoefenen op de strijd.

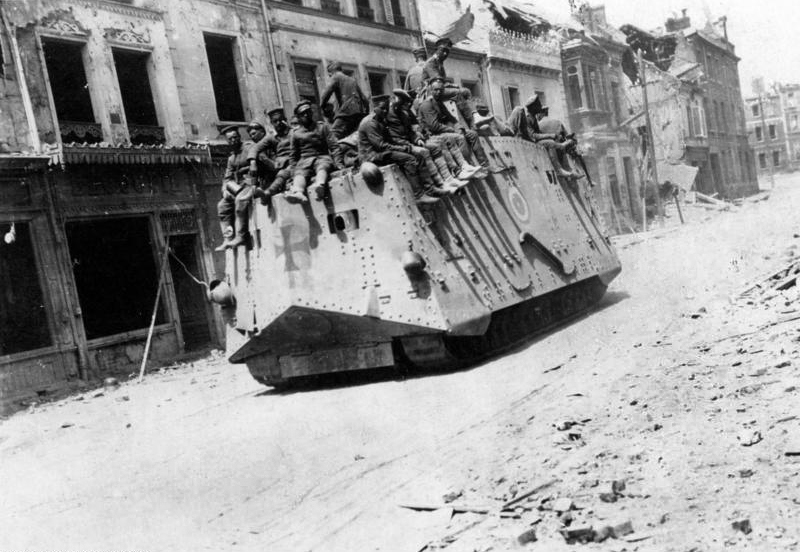
Duitse A7V tank in Roye, 21 maart 1918

Rond het middaguur braken de Duitse troepen door ten zuidwesten van Saint-Quentin, bereikten de hoofdverdedigingslinie en om 14.30 uur waren zij al bijna 3 km ten zuiden van het dorpje Essigny-le-Grand. Gough hield contact met de korpscommandanten en om 15.00 uur bezocht hij ze. Aan het derde korps beval hij een terugtocht tot achter het Crozatkanaal, het achttiende korps lichtte hem in dat de hoofdverdedigingslinie intact was gebleven en het negentiende korps berichtte hem dat de flanken van hun eenheid veroverd waren. Gough wou zoveel mogelijk grond behouden, maar dit was onmogelijk, aangezien hij zijn linkerflank moest terugtrekken om contact te kunnen blijven houden met het zevende korps. De 50e divisie werd naar voren gestuurd om te dienen als versterking voor de volgende dag. Aan het front van het laatstgenoemde korps, was Ronssoy veroverd en werd ook de 39e divisie naar voren gebracht, op de rest van het front behielden de 21e en de 9e divisies hun voornaamste posities en bleven contact houden met de eenheden van het 3e leger in de Flesquières-saillant. Het grootste deel van de overlevende troepen in de voorste linies werden gevangengenomen. Het waren er veel, omdat de Duitsers zich haast ongezien in de diepe mist konden verplaatsen. Dorpsgarnizoenen en verscheidene posities werden omsingeld. Sommige eenheden waren totaal afgesneden van de buitenwereld en als hun munitie op was probeerden ze te ontkomen. Anderen vochten tot de laatste man.
In de sector van het derde Britse leger, braken de Duitsers door tijdens de ochtend, bij de weg van Cambrai naar Bapaume bij het dorpje Louverval en door de zwakke defensie van de 59e divisie bij Bullecourt. Tegen het einde van de dag waren de Duitsers door de voorste zone gebroken en rukten ze op naar de hoofdverdedigingslinie. Ten zuiden van Saint-Quentin, in de sector van de 36e divisie berichtte het oorlogsdagboek van de Ierse Fuseliers dat er veel slachtoffers waren gevallen: drie bataljons van de voorste linie waren verloren gegaan en drie bataljons van in de hoofdverdedigingslinie beschikten nog maar over 250 man, waardoor enkel de reserve-bataljons redelijk intact waren gebleven.
Gough was in een vechtende terugtocht gedwongen om tijd te winnen voor versterkingen aan te voeren. De rechterflank van het derde leger werd teruggetrokken om te voorkomen dat dat werd overvleugeld. De ochtendmist had het gebruik van vliegtuigen vertraagd, maar tegen het einde van de dag waren 36 squadrons van het Royal Flying Corps actief en zij meldden het verlies van 16 vliegtuigen, terwijl ze zelf 14 Duitse toestellen neerhaalden. De Duitse gegevens spreken dit tegen; zij berichtten dat ze 19 Britse vliegtuigen hadden neergeschoten terwijl zijzelf er 8 zouden verloren hebben. De eerste dag van de strijd was niet volledig rozengeur en maneschijn voor de Duitsers; ze hadden iets minder slachtoffers gemaakt dan ze er zelf leden. De aanval in het zuiden had de Flesquières-saillant niet kunnen omsingelen, die in het bezit was van de 63e Britse divisie, de hoofdaanval werd naar het zuiden verlegd, waar het Duitse 18e leger 6 verse divisies zou krijgen.

#### Dag 2: 22 maart

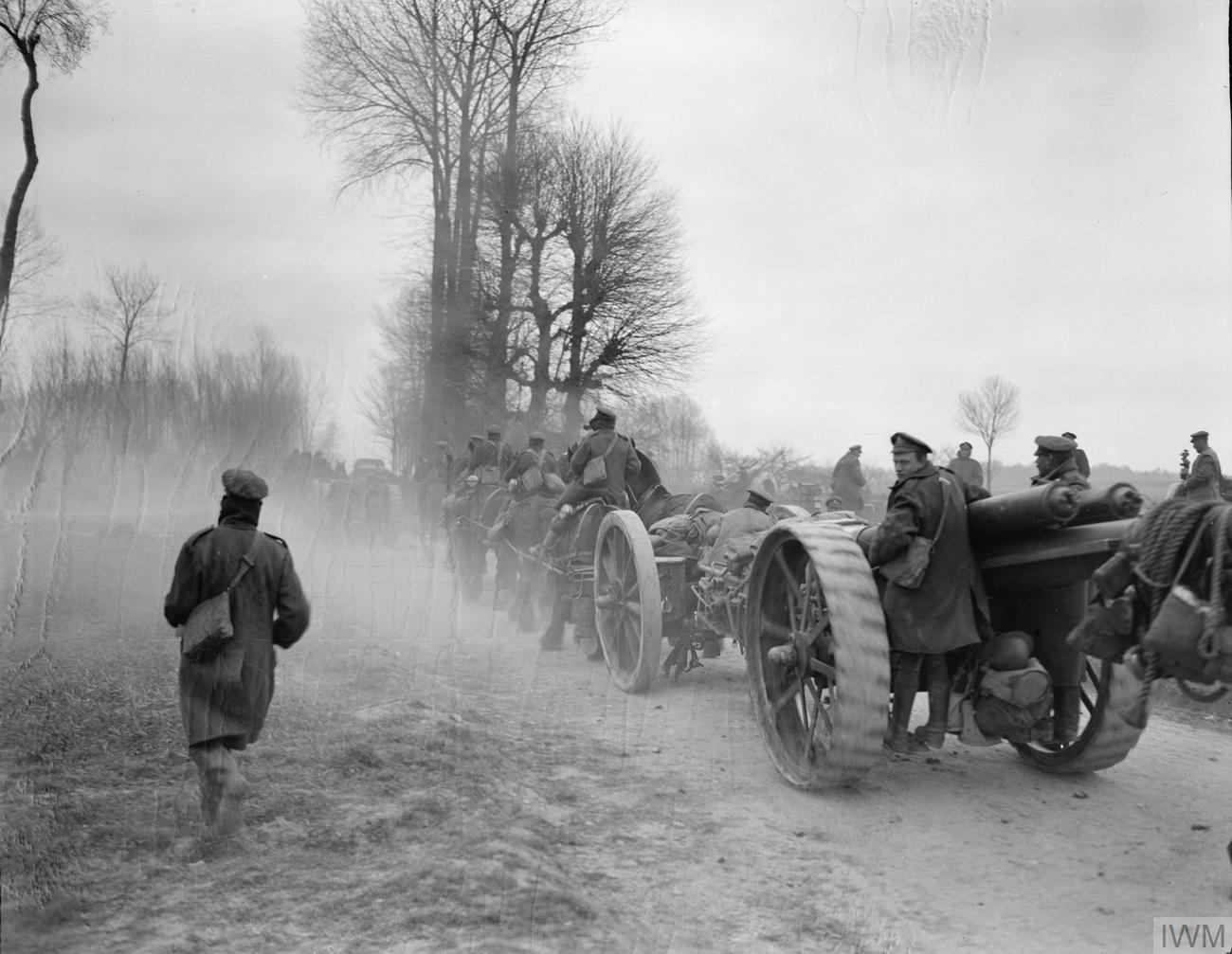
Operatie Michael: Britse troepen trekken zich terug, maart 1918

Op de tweede dag bleven de Britten terugtrekken en verloren hun laatste steunpunten op de originele frontlinie. De dikke mist verhinderde zoals de dag ervoor weer het zicht tot de middag. Het grootste gevaar voor de Britten was dat hun 3e en 5e legers uiteengedreven zouden worden. Byng, de commandant van het Britse Derde Leger, beval niet een terugtocht uit de Flesquères-saillant, dat zijn leger op 21 maart ten koste van hoge verliezen behouden had en beval zijn eenheden contact te houden met het vijfde leger, ook al zou dat hem dwingen tot een terugtocht.
Kleine groepen van Britse manschappen probeerden de vooruitgang tegen te houden, om de andere soldaten tijd te geven om zich terug te trekken. Sommige groepen bleven zelfs nog weerstand bieden in de hoofdverdedigingslinie: bij L' Epine de Dallon hield het 2e Wiltshire bataljon het uit tot 14.30 uur en op Manchester hill bood het 16e Manchester Regiment onder leiding van luitenant-kolonel Wilfrith Elstob hevig verzet tot hij gedood werd rond 16.30 uur.
De langste terugtocht werd gemaakt in het Zeventiende Korps, waar de korpschef generaal Ivor Maxse, een order van Gough verkeerd had geïnterpreteerd om, indien nodig, als vechtend terug te trekken en eventueel terug te vallen achter de Somme. De Duitsers verzamelden zware artillerie in Artemps onder de dekking van de ochtendmist, die de resterende bataljons van de 109e brigade dwongen zich terug te trekkende naar Happencourt, om contact te maken met de 108e brigade. Het resultaat van het misverstand tussen Gough en Maxse, was dat de 36e divisie zich terug trok naar Sommette-Eaucourt op de zuidelijke oever van het Saint-Quentinkanaal, en vormde een nieuwe verdedigingslinie. Dit vereiste dat de divisie het kanaal kruiste bij Dury. De terugtrekking tot aan het kanaal over bijna 9 km, werd afgerond, bijgestaan door de verdediging van Ricardo Redoubt wiens garnizoen zich niet overgaf tot 16.40 uur. Tijdens de terugtrekking bliezen genisten de bruggen aan de overkant van het kanaal bij Ham en Ollezy maar de spoorbrug bij Pithon leed slechts geringe schade. De Duitsers waren echter al snel over het kanaal.

#### Dag 3: 23 maart
Bij dageraad braken de Duitsers door de linie van de 14e Britse divisie aan het kanaal bij Jussy. De 54e Britse brigade hield zijn linie vast, in eerste instantie onbewust van de hachelijke situatie waarin ze zich bevonden, zodat ze, zonder dat ze het wisten, overvleugeld werden en daarna ook omsingeld. Het dagboek van deze brigade meldt: Het weer is nog steeds in het voordeel van de Duitsers. De mist is dik boven de rivieren, kanalen en kleine dalen, zodat ze verse massa's troepen ongezien konden aanvoeren. In de verwarring probeerde het hoofdkwartier van deze brigade te weten wat er eigenlijk gebeurde rond Jussy en aan het eind van de ochtend werden ze gedwongen om zich terug te trekken, wat, door de dichte mist, deels lukte. Op dit moment waren alle verdedigingslijnen overwonnen en niets leek de Duitse opmars te kunnen stoppen; Aubigny, Brouchy, Cugny en Eaucourt werden ingenomen.

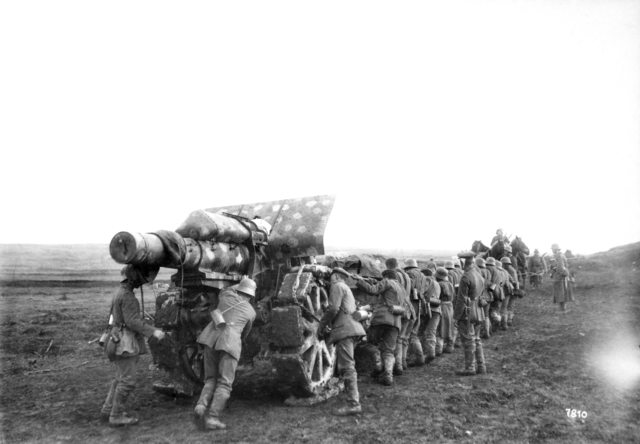
De artilleristen van een Duitse 21 cm houwitser duwen hun kanon vooruit, in de buurt van Ham

Luitenant Alfred Haring van het 6e Northampfordshirebataljon in de 54e brigade zette een tegenaanval in, ondanks het feit dat ze nog niet gevochten hadden, tegen de Duitse infanterie op de Montagnebrug over het Crozatkanaal. De brug werd heroverd en het duurde 12 uur voordat de Duitsers ze terug in konden nemen.
Ludendorff vaardigde een bevel uit: voortzetting van de aanval tot de lijn Bapaume - Péronne - Ham. Daarna zal het 17e leger krachtig aanvallen in de richting van Arras - Saint-Pol. Het tweede leger zal Miraumont-Lihons (nabij Chaulnes) innemen en zijn opmars voortzetten, het 18e leger zal Chaulnes en Noyon veroveren en zijn opmars richting het zuiden voortzetten. Dit hield in dat het 17e leger dus het Britse front zou oprollen, terwijl het 2e leger richting het westen zou aanvallen langs de Somme, om het vitale spoorwegknooppunt van Amiens in te nemen, het 18e leger zou richting het zuiden zwenken, de Franse stellingen op zijn weg vernietigen en de opmars naar Parijs voortzetten. De Duitse opmars was kostbaar geweest en de Duitse infanterie begon tekenen van vermoeidheid te vertonen; de bevoorrading was onvoldoende en veel zware artillerie kon de opmars van de eigen infanterie niet meer bijhouden.

### Gevechten op en rond de bruggen over de Somme, 24-25 maart

#### Dag 4: 24 maart

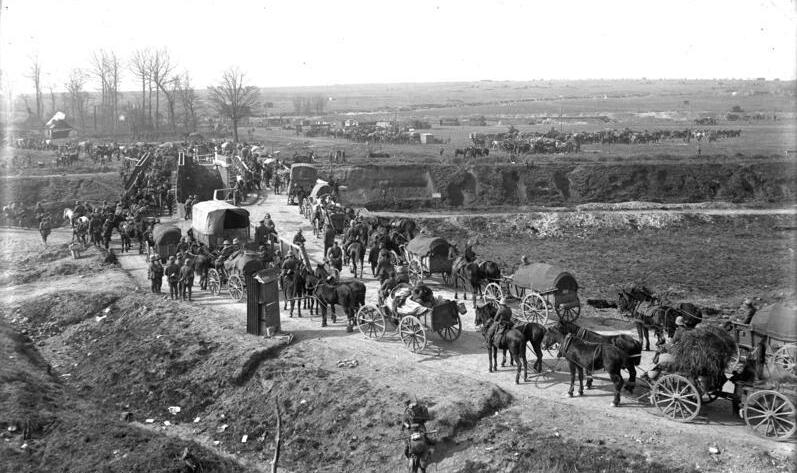
Duitse bevoorradingscolonne bij Etricourt

Op deze dag vochten de restanten van het Britse 5e leger in kleine groepjes, vaak samengesteld met mensen van verschillende eenheden. De Duitse eenheden boekten onregelmatig voortgang en sommige Britse eenheden kwamen plots onder Frans commando te staan en anderen vochten achter de Duitse linies, wat de bevoorrading tot een haast onmogelijke zaak maakte. Een officiële historicus, brigadegeneraal Sir James E. Edmonds schreef:
Na drie dagen van strijd, met elke avond besteed aan marsen of reorganiseren van eenheden, waren de troepen – zowel Duitse als Britse – uitgeput tot de grenzen van hun uithoudingsvermogen. De fysieke en mentale belasting van de strijd tegen een overweldigende overmacht, de zware verliezen en de onheilspellende geruchten die schering en inslag waren, droegen allen bij aan de verlaging van het [Britse] moreel.
De 109e (Britse) brigade had gepland een tegenaanval uit te voeren in de vroege uren van 24 maart, maar voor zonsopgang veroverden Duitse troepen Golancourt, waardoor ze werden gedwongen werden in het defensief te blijven. Op dit moment lag de voorste linie , grofweg genomen, tussen Cugny en het zuiden van Golancourt. Een voorbeeld van de toestand in vele Britse eenheden was de 54e brigade van de 18e divisie, waar, tegen de avond van 23 maart, de 7e Bedfordshire en de 6e Northamptonshire bataljons nog maar 206 mannen in leven hadden, werden haastig gereorganiseerd en vatten post in het bos ten noorden van Caillouël-Crépigny om 10:00. De strijd bleef woeden en om 11:00 werd de 14e divisie bevolen zich terug te trekken richting het zuiden, naar de stad Guiscard. Een kleine serie Duitse aanvallen konden de gefragmenteerde en uitgeputte Britse troepen verder terugdringen, door deze gebeurtenis ontstond er een bres in de Britse linies die werd uitgebuit door de Duitsers om ze nog verder naar achteren te dwingen. De 54e brigade werd langzaam overvleugeld door Duitse aanvallen vanuit het noordwesten en het noordoosten en werd zwaar gebombardeerd door artillerie rond 12.00 uur. Britse troepen, nu gesteund door Franse infanterie probeerden hun posities te behouden, maar de Fransen trokken zich terug wegens een bevel van hogerhand. Hierdoor werd de Britse flank blootgesteld en werden ook zij gedwongen om terug te vallen richting Berlancourt.
Tegen de avond, hadden de Britten al hun posities bij de Somme verloren, met uitzondering van een stuk tussen Omignon en Tortille. Door de onophoudelijke druk van het Duitse tweede leger was ook het Britse derde leger een terugtocht gedwongen. Het 3e leger trok zich echter ook terug om contact te kunnen blijven houden met het 5e leger.

#### Dag 5: 25 maart

60 pounder kanon vuurt op Duitse stellingen, 25 maart 1918

Deze dag heerste er grote verwarring in de geallieerde linies en rapporten en verslagen van verschillende eenheden zijn vaak tegenstrijdig. De zwaarste gevechten vonden in het noorden plaats, in het gebied van de 54e brigade, die op dat moment hulp kregen van Franse eenheden. Om 10.00 uur werd de linkerflank van het 7e Bedfordshire regiment overvleugeld waardoor de Fransen om hen heen zich terugtrokken. Daardoor werden de Britten op hun beurt tot een terugtrekking gedwongen. Ze trokken zich terug naar de Mont Du Grandu verder naar het zuiden en verder van het 5e leger. Rond de middag leken ze in een betere positie te zijn, totdat ze per abuis beschoten werden door Franse machinegeweerschutters en artillerie.
De resterende troepen van de 36te divisie werden bevolen zich terug te trekken en zich te reorganiseren. Om met Franse troepen contact te maken, marcheerden ze 24 kilometer naar het westen.
Gedurende de hele dag was er een snelle Duitse opmars. Wegen naar het westen waren gevuld met wanhopige burgers met persoonlijke spullen beladen karren, die voor de Duitsers probeerden te vluchten. De Duitsers namen Libermont in en staken het Canal du Nord over. Meer naar het noorden werd de stad Nesle veroverd, terwijl in het zuidwesten Duitsers geconfronteerd werden met Franse troepen die zich achter de weg tussen Noyon en Roye verscholen.
De Britse luchtmacht deed bijzonder zijn best om de Duitse opmars te verhinderen. Op lage hoogte vlogen zij om vrachtwagentransporten te vernietigen en soldaten te doden. Op 25 maart waren ze vooral actief ten westen van Bapaume. Tijdens de nacht bleek dat er gaten in de Britse linies, het grootste (6 km) tussen het 5e en het 6e korps. Haig eiste minstens 20 Franse divisies om het nu bedreigde Amiens te verdedigen. De conferentie van Doullens vond de dag erna plaats.

### Slag om Rosières, 26-27 maart

#### Dag 6: 26 maart

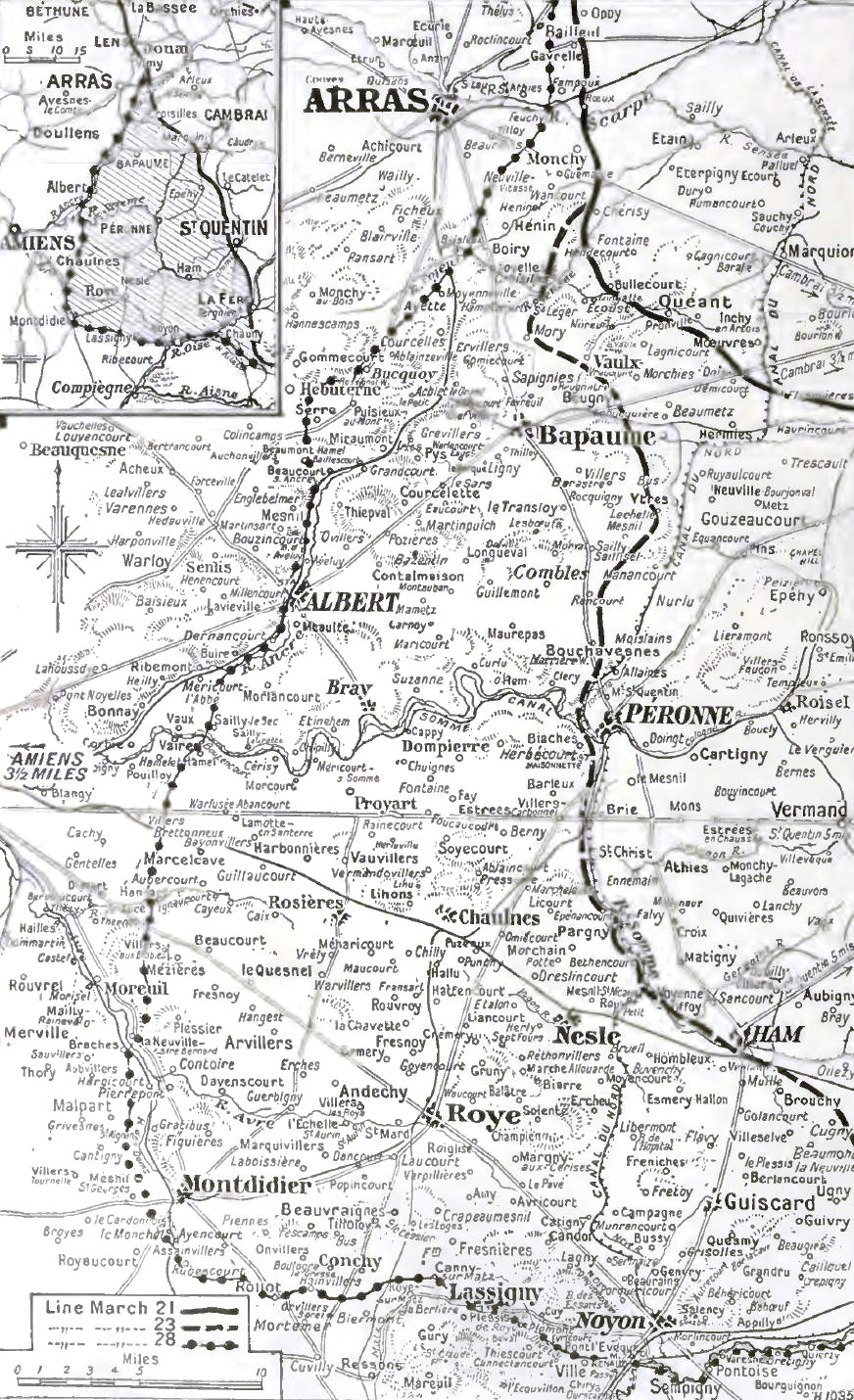
Duitse opmars, 23-28 maart 1918

De Geallieerde conferentie vond deze dag plaats in Doullens. Tien Geallieerde leiders waren aanwezig, waaronder de Franse premier en president, Brits minister van munitie Winston Churchill en de generaals Philippe Pétain, Ferdinand Foch, Douglas Haig en Henry Wilson. Het belangrijke resultaat van deze conferentie was dat Foch werd aangesteld als opperbevelhebber van de gehele Geallieerde strijdmacht. Er werd overeengekomen de Duitsers ten oosten van Amiens te houden en een toenemend aantal Franse soldaten zou het Britse 5e leger gaan versterken.
Ludendorff gaf op deze dag ambitieuze nieuwe orders aan zijn oprukkende legers waarin hij beval zo snel mogelijk Amiens, Compiènge en Montdidier te veroveren.
Een gat in de Britse frontlijn bij Collincamps werd gevuld door verse infanteristen van de Nieuw-Zeelandse Divisie, gesteund door Britse middelzware "Whippet" tanks die lichter en sneller waren dan de Mark IV's. Dit was hun eerste wapenfeit. Om ongeveer 13.00 uur bereikten twaalf van deze tanks Collincamps. Ze hielpen de daar aanwezige infanterie, en de Duitsers werden tijdelijk uit het dorp verjaagd. Ondanks dit succes was de Duitse druk op de flanken zodanig groot, dat men besloot zich terug te trekken.
Franse troepen die helemaal rechts (zuiden) van het strijdperk vochten onder bevel van generaal Fayolle, werden verslagen en ook zij werden een terugtocht gedwongen. Door het haastige terugtrekken ontstonden er gaten in de Geallieerde linies: onder andere een van 5 kilometer tussen de Fransen bij Roye en de Britten van het 19e Korps. Om het gat te vullen werd gepoogd de resten van het 18e Korps te gebruiken. Generaal Maxse had opgedragen om posities in te nemen ten noordwesten van Roye.

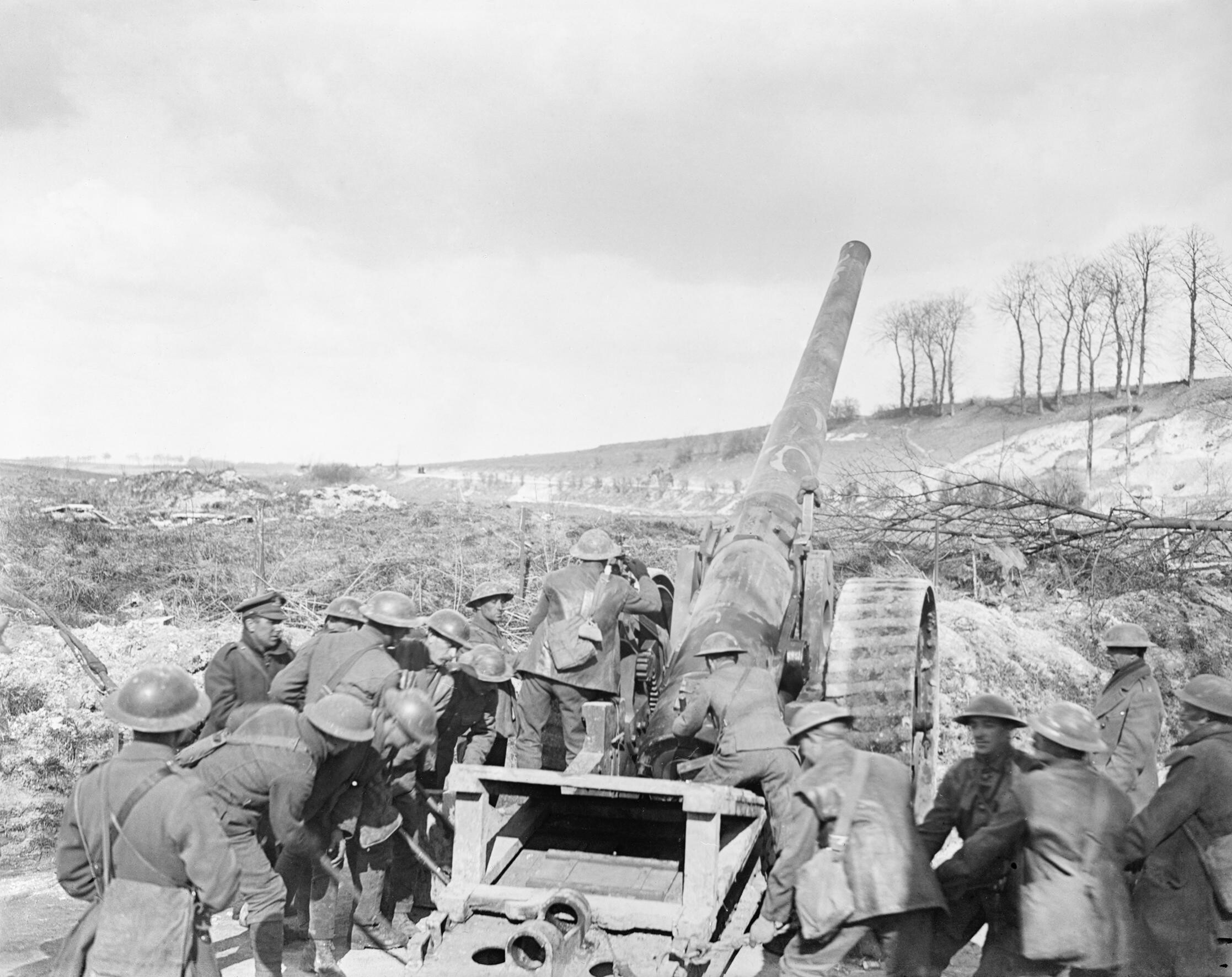
Britse 6-inch houwitser in stelling bij de Ancre

#### Dag 7: 27 maart
Albert werd verlaten door Britse troepen. De stad werd even later ingenomen waarna de Duitse troepen aldaar zich te goed deden aan de wijn en het eten. Nu werd het pijnlijk duidelijk dat de Duitse soldaten ondervoed waren; ze aten zoveel ze konden en dronken er op los, waardoor de opmars tijdelijk niet voortgezet werd. Dit fenomeen zou fataal worden voor het offensief.
De Duitsers voerden onophoudelijk zware aanvallen uit op het 19e Korps, vanuit het noordoosten, het oosten en het noordwesten bij Rosières, op minder dan 30 km van Amiens. De aanval langs drie kanten was een gevolg van de kronkelende lijn die de Somme volgde. De laatste bruggenhoofden aan de andere oever, waren namelijk de dag ervoor verlaten. Het 3e leger trok zich een eind terug naar Sailly-le-Sec om te ontsnappen aan omsingeling. Die avond werd het belangrijke communicatiecentrum Montdidier veroverd door het Duitse 18e leger onder leiding van generaal Oskar von Hutier.

### Unternehmen Mars, 28-30 maart

#### Dag 8: 28 maart

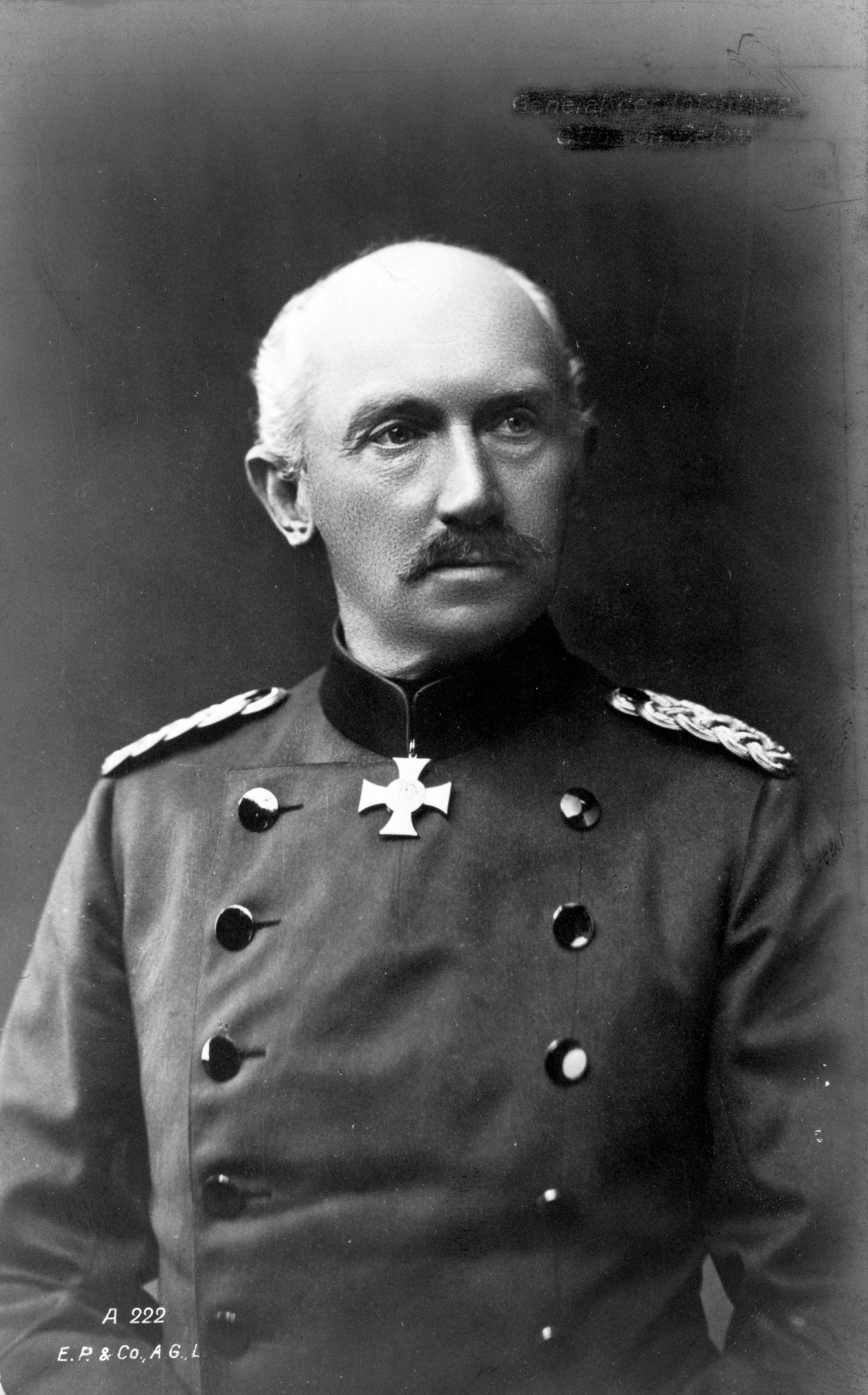
Otto von Below, bevelhebber van het Duitse 17e leger

Op deze dag veranderde het hoofddoel van het offensief weer. Het Britse derde leger, dat zich rond Arras bevond, zou het doel worden van operatie Mars (Unternehmen Mars). Negenentwintig divisies vielen het derde leger aan, maar zonder vooruitgang.
De Duitsers hadden net Montdidier bezet en waren vanaf hun startpunt rond Saint-Quentain nu al 60 km ver opgerukt, ongezien voor de Eerste Wereldoorlog. Ze hadden de loopgravenoorlog eigenlijk beëindigd, maar wisten nog niet dat dat zich tegen hen zou keren. De noordelijke Duitse aanval tegen het derde leger was minder succesvol dan die tegen het vijfde leger. Het Duitse 17e leger onder leiding van Otto von Below raakte bij Arras slechts 3 km vooruit tijdens de aanval, grotendeels te wijten aan het sterke verzet op de heuvelrug van Vimy, die tijdens het Britse offensief bij Arras in 1917 door de Canadezen ingenomen werd. Hoewel von Below meer vooruitgang maakte ten zuiden van Arras , verplaatste hij een deel van zijn leger naar het noorden, omdat het sterkere derde leger een grotere bedreiging vormde dan het afgezwakte vijfde leger, en de verdedigingswerken aldaar zeer sterk bleken te zijn, niet in het minst door de oude obstakels op het slagveld van de Somme. Ludendorff stond voor een dilemma, want de punten die hij moest doorbreken, werden het best verdedigd. Een groot deel van de Duitse opmars ging snel, maar in de verkeerde richting, aangezien men de zwakte van het Britse vijfde leger uitbuitte. Operatie Mars, bedoeld om de wig tussen het derde en het vijfde leger te vergroten en definitief te maken, werd te haastig voorbereid en mislukte dan ook.

#### Dag 9: 29 maart
Op deze dag werd operatie Mars, ondanks het drama de dag ervoor, voortgezet, ten koste van grote verliezen. Bij de Somme verzwakten de gevechten, terwijl de Duitsers elders Hamel, Mezieres en Démuin innamen. De lijn Mezieres-La Neuville-Sire-Bernard werd hevig verdedigd door de Fransen waardoor de Duitsers er niet in slaagden deze dorpjes in te nemen. De Fransen startten enkele tegenaanvallen op de zuidelijke flank van de Duitsers.

#### Dag 10: 30 maart
De laatste algemene Duitse aanval begon op deze dag. Von Hutier hernieuwde zijn aanval op de Fransen ten zuiden van de nieuwe Somme-saillant, terwijl von der Marwitz een aanval uitvoerde richting Amiens. De Britten gaven slechts beperkt grond vrij, en de Duitse aanval begon dan ook snel aan kracht te verliezen. De Duitsers hadden massale verliezen geleden tijdens deze aanval, waarvan vele van hun beste eenheden, en de rest was vertraagd door Duitsers die de Britse voedseldepots plunderden en zich daar te goed deden aan de aanwezige voorraden.

### Slag bij de Avre: 4 april

#### Dag 14: 4 april

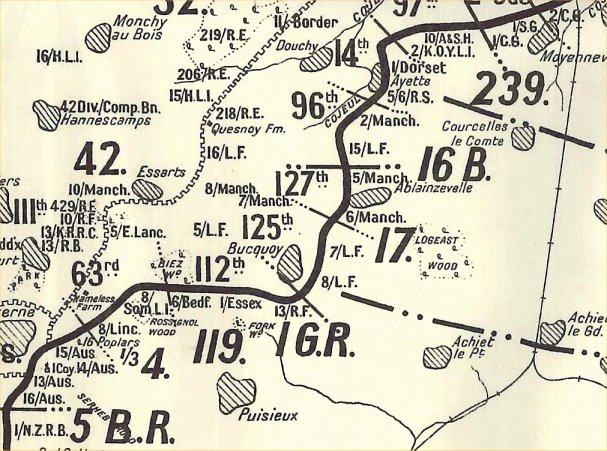
Situatie bij het dorp Bucqouy op 5 april

De allerlaatste Duitse aanval op Amiens werd heropgestart. Deze kwam op 4 april, toen 15 Duitse divisies 7 geallieerde divisies aanvielen op een lijn ten oosten van Amiens en ten noorden van Albert (rivier de Avre). Ludendorff besloot om deze aanval vooral te concentreren op hun oostelijke flank, bij Villers-Brettoneux. Het doel was om de omliggende heuvelruggen in te nemen, waardoor de artillerie gemakkelijk Amiens zou kunnen beschieten. De strijd was merkwaardig om twee redenen: ten eerste werd er (voor de eerste keer in de geschiedenis) langs beide kanten tanks ingezet, die elkaar troffen vlak bij het dorp, ten tweede het opmerkelijke succes van de haastig georganiseerde Australisch-Britse aanval, waardoor Villers-Brettoneux heroverd werd.

### Slag bij de Ancre: 5 april

#### Dag 15: 5 april
Een poging van de Duitsers hun poging om de aanval te hernieuwen mislukte en vervolgens hadden de Britten de vijand uit alle hoeken van de stad Amiens verdreven. De Duitse vooruitgang bij Amiens had zijn uiterste punt bereikt. Ludendorff beëindigde het offensief om verdere massale verliezen te voorkomen. Hij had andere aanvallen op andere plaatsen in petto.

## Afloop

### Analyse

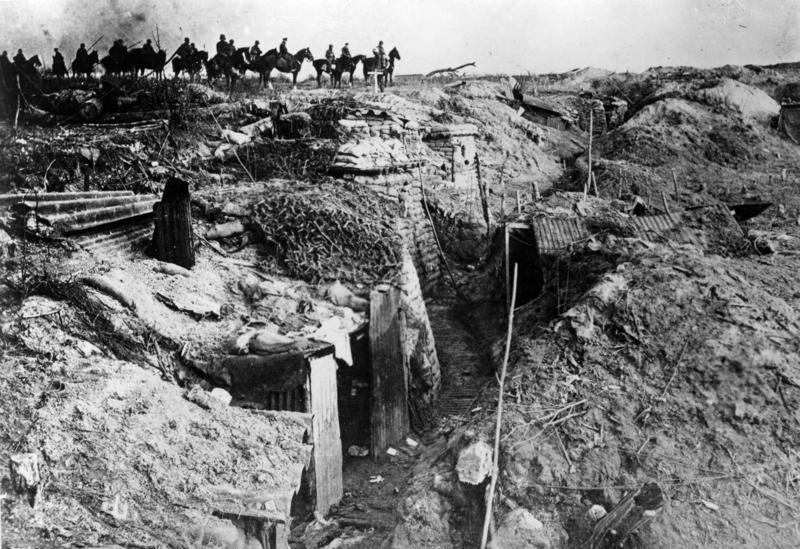
Duitsers passeren een ingenomen loopgraaf

Hoewel de Duitsers een voor de Eerste Wereldoorlog uitzonderlijke terreinwinst geboekt hadden, 3.100 km² veroverd en op het verste punt 65 km opgerukt, hadden ze geen van hun strategische doelstellingen bereikt. Er werden 75.000 Britten gevangengenomen, 1.300 stuks artillerie vielen in Duitse handen en 200 tanks werden vernietigd. Het was echter allemaal weinig van militaire waarde aangezien de stosstruppen zeer grote verliezen hadden geleden, Amiens of Arras niet veroverd werden, Parijs niet rechtstreeks bedreigd werd (Parijs werd echter wel beschoten door een reusachtig kanon, het Pariser kanone) en de Britse en Franse legers waren niet gesplitst. Overigens was de veroverde grond onbegaanbaar en moeilijk te verdedigen omdat veel van dit terrein, ofwel verwoest was tijdens de Slag aan de Somme, ofwel door de Duitsers verwoest was in 1917 toen ze zich uit dit gebied terugtrokken naar de Hindenburglinie en de tactiek van de verschroeide aarde gebruikten. Ook was de vervoersinfrastructuur verwoest en waren vele waterputten vergiftigd door dit gebeuren. Het gejuich van de Duitsers ging al snel in rook op toen ze beseften dat deze aanval niet doorslaggevend was geweest. De omvang van de nederlagen van de geallieerden was evenmin doorslaggevend, aangezien Amerikanen in groten getale het Europese vasteland binnen kwamen gemarcheerd en de wapenproductie van de geallieerden een hoogtepunt had bereikt. Veel had het Duitse Keizerrijk niet meer nodig om de oorlog te verliezen.

### Slachtoffers
In het totaal verloren de Centralen tijdens dit offensief ongeveer 239.800 man, terwijl de Britten 177.739 en de Fransen 77.000 soldaten verloren. Zoals gezegd waren de geallieerde verliezen vervangbaar door de aankomst van grote aantallen Amerikanen, terwijl de Duitsers zich helemaal geen grote verliezen konden permitteren. Overigens waren de meeste Duitse slachtoffers stormtroepen, hun elitesoldaten.

## Foto's

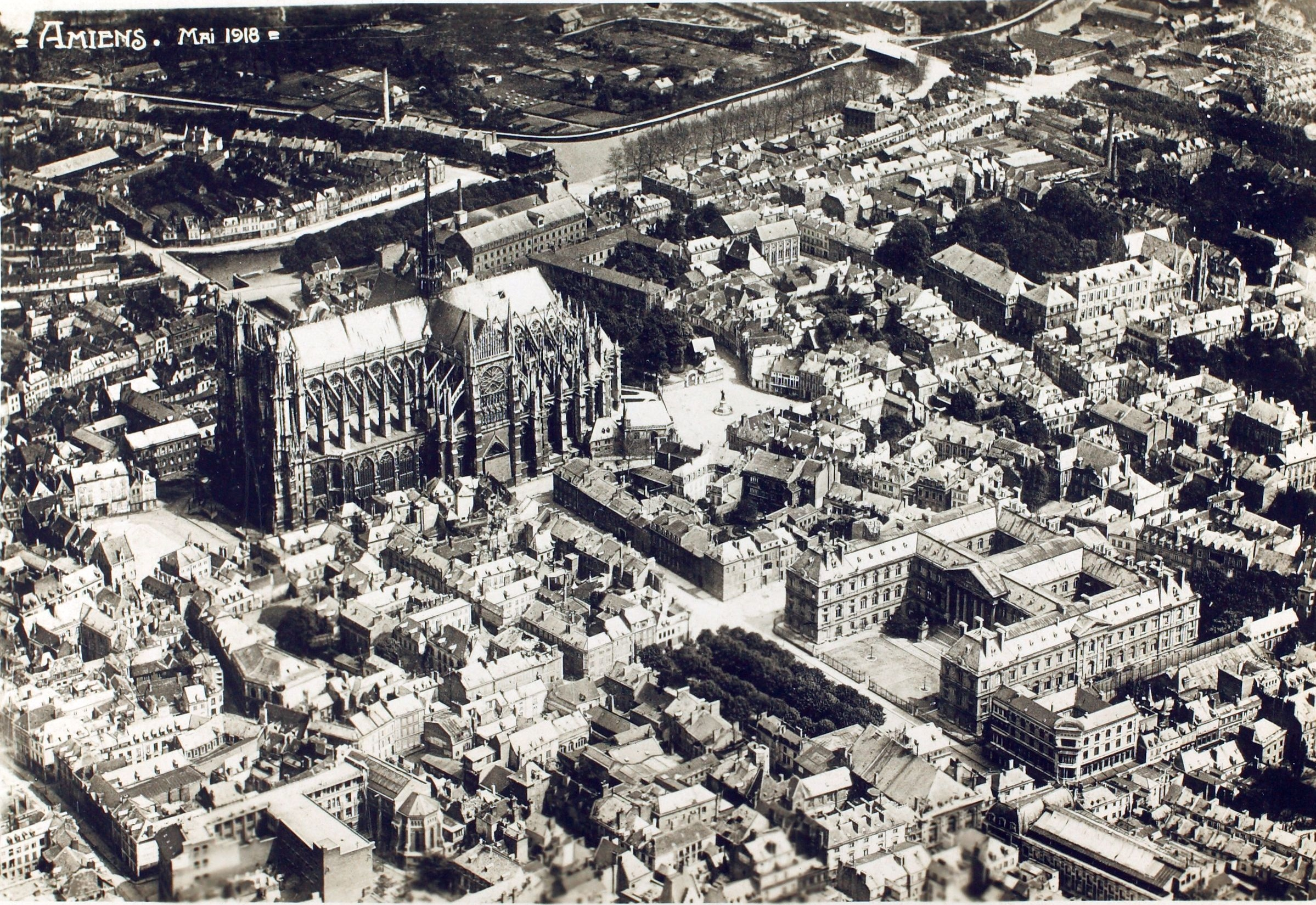
Amiens, mei 1918. De stad was relatief onbeschadigd
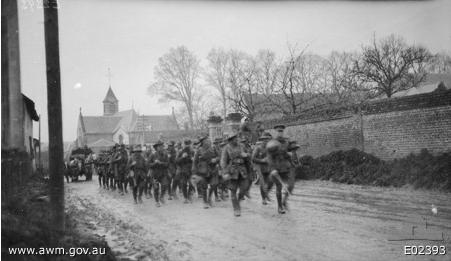
Amerikanen van het 27ste Bataljon in Frankrijk
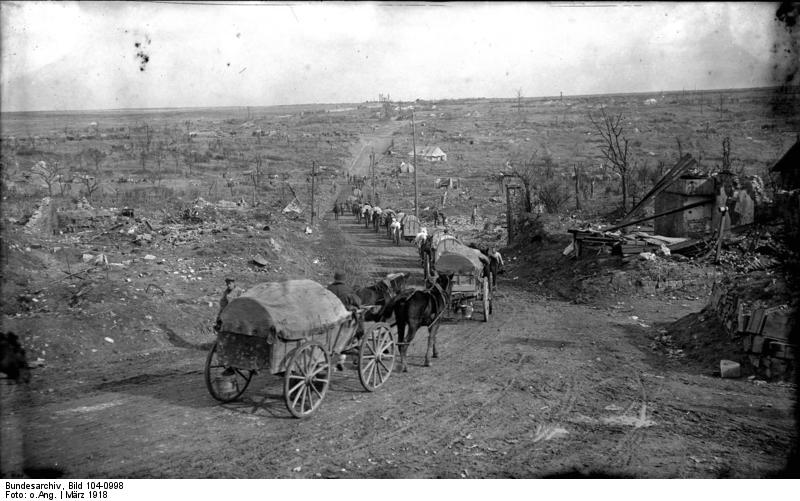
Duitse bevoorradingscolonne bij Combles. Al na enkele dagen liep deze zo goed als strop. De soldaten voedden zich voornamelijk met voorraden uit Britse depots

Luik · Halen · Grenzen · 1ste Marne · Antwerpen · Race naar de Zee · 1ste Ieper · Neuve-Chapelle · 2de Ieper · 2de Artesië · Heuvel 62 · 3de Artesië · Loos · Verdun · Hulluch · Mount Sorrel (Zillebeke) · Somme · Arras · Vimy · 2de Aisne (Nivelle-Offensief) · Mesen · 3de Ieper (Passendale) · Cambrai · Lenteoffensief (Michael · Blücher-Yorck · Gneisenau · Georgette — 4de Ieper · 2de Marne — Rheims-Marneschutz) · Belleaubos · Château-Thierry · Hamel · Honderddagenoffensief